# Miguel Ángel Moratinos
Miguel Ángel Moratinos Cuyaubé (Madrid, 8 de junho de 1951) é um político e diplomata espanhol.
Depois de estudar no Liceu Francês de Madrid, licenciou-se em Direito e em Ciências Políticas, fala espanhol, francês, inglês, russo e sérvio. Ingressou na carreira diplomática, trabalhando no Ministério de Assuntos Exteriores desde 1974 a 1979 como Diretor para o Leste europeu. Depois esteve destinado na Embaixada da Espanha na Iugoslávia até 1984, de onde passa à de Marrocos até 1987, momento no que é nomeado Sub-diretor Geral para África do Norte. Em 1991 dirige o Instituto para a Cooperação com o Mundo Árabe, convertendo-se em especialista em Oriente Médio, muito respeitado tanto por árabes como por israelenses, sendo nomeado Diretor Geral de Política Exterior para África subsaariana e Oriente Médio em 1993, embaixador em Israel em 1996 até que nesse mesmo ano, a União Europeia lhe confia a alta representação da mesma no processo de paz árabe-israelense, cargo que desenvolveria até 2003.
Em 2004 é eleito Deputado para o Congresso pelo PSOE e é nomeado por José Luis Rodríguez Zapatero, Ministro de Assuntos Exteriores e de Cooperação da Espanha, sendo uma das suas primeiras missões a retirada espanhola da Guerra do Iraque, o que lhe causa embaraços com o governo dos Estados Unidos.
Para 2007 Moratinos é o Presidente da Organização para a Seguridade e a Cooperação na Europa.
Desde 2019 é o alto representante das Nações Unidas para a Aliança das Civilizações.

## Distinções
Entre as honras mais destacadas que recebeu encontram-se os de:
- Cavaleiro da Ordem do Mérito Civil.
- Oficial da Ordem de Isabel, a Católica.
- Oficial da Ordem de Alaouite Ouissan de Marrocos.
- Várias condecorações em Israel, Países Baixos e Tunísia pelo seu labor à frente do processo de paz no Oriente Médio
- Doutor Honoris Causa pela Universidade de La Valetta, Malta